# 디지털청

로고

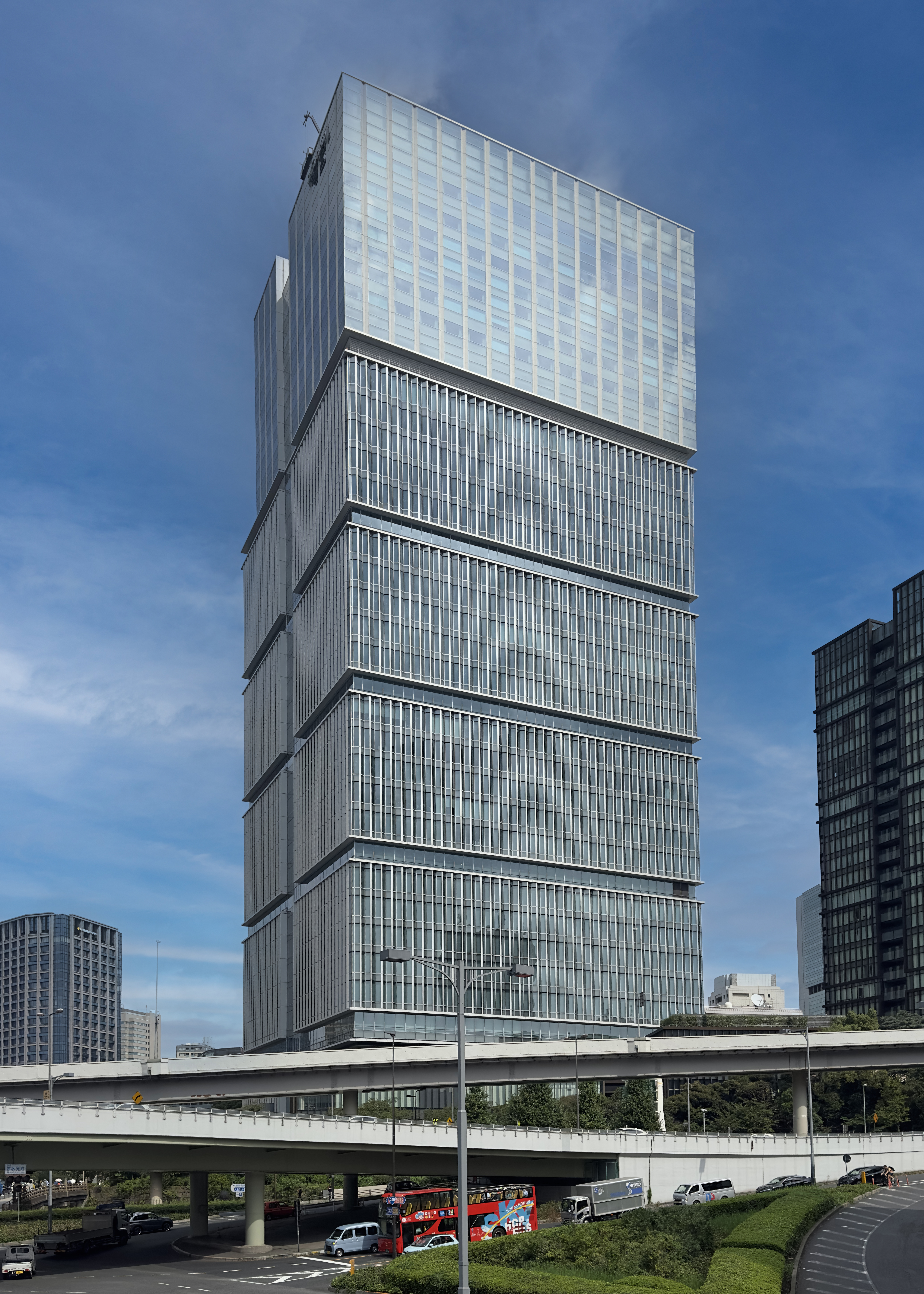

디지털청(デジタル庁)은 일본의 디지털화 강화를 목표로 2021년 9월 1일에 설립된 일본국 정부의 기관이다. 슬로건은 '스타트업으로서의 정부'이다.

## 개요
디지털청 설립법안이 통과되기 전부터 내각장관 정보기술(IT)종합전략실과 사회보장·조세번호제추진실이 각 분야에서 활발히 활동했다.
스가 요시히데 내각은 새로운 디지털청을 설립하고 수직적으로 분리된 행정 기능을 없애 디지털화를 촉진한다는 간판 정책을 세웠다.
디지털청은 국가 및 지자체의 IT 및 DX(디지털 트랜스포메이션) 추진을 목적으로 IT 분야를 담당한다. 또, 취임 당시 직원 약 600명 중 약 130명이 IT기업 등 민간부문에서 임용된다.
히라이 타쿠야가 초대 디지털대신으로 임명되었고, 이시쿠라 요코 히토츠바시 대학 명예교수가 초대 디지털 책임자로 임명되었다. 마키시마 가렌이 차기 내각의 대신으로 임명되었다. 2022년 4월, 이시쿠라 요코가 건강 문제로 인해 디지털청 대표직에서 물러날 것이라는 소식이 전해졌다. 이시쿠라 총리의 후임자는 아직 정해지지 않았지만 정부는 민간 인사 선출을 검토할 계획이다. 이시쿠라가 아사누마 다카시로 교체되었다.

## 주요 임무
- 국가정부정보시스템[5]
  - 수직분할 행정의 폐해를 제거하고, 정부정보시스템의 통합 및 통합을 촉진하며, 민간부문 시스템과의 협력을 촉진한다.
- 모든 지역에 공통된 디지털 인프라
  - 지자체 정보시스템 표준화
- 개인번호(사회보장·조세번호 제도)
  - 개인번호를 활용하여 국민이 온라인으로 행정절차를 원스톱으로 처리할 수 있는 사회 실현
  - 스가 내각은 2022년 말까지 모든 국민이 개인번호 개인번호카드를 보유할 수 있도록 노력하고 있다.
- "반공용"(semi-public) 필드
  - 의료, 교육, 방재 등 일상생활과 밀접한 분야의 디지털화 추진
- 데이터 활용
  - 사회의 기초데이터 역할을 하는 '기본 레지스트리' 개발
  - 행정절차 완료를 "한 번만"(한 번 보낸 정보는 다시 보낼 필요가 없다는 원칙)